# Cerationotum martini
Cerationotum martini är en insektsart som beskrevs av Burckhardt och Lauterer 1989. Cerationotum martini ingår i släktet Cerationotum och familjen rundbladloppor. Inga underarter finns listade i Catalogue of Life.